# Mónica Nizzardo
Mónica Nizzardo es una actriz, profesora de teatro, profesora de música, profesora de francés y fundadora de la ONG Salvemos al Fútbol. Fanática de Atlanta, fue vocal de la Comisión Directiva del club. Se hizo conocida por haberse atrevido a denunciar a los barrabravas, algo que ni los dirigentes de fútbol ni los jugadores se animan a hacer todavía. Fue la primera dirigente en hacerle un juicio a una barra de su propio club. Se destaca por su combate contra la violencia y la corrupción en el fútbol argentino.

## Trayectoria
Hija de Martha Gómez y Ludovico Nizzardo, Mónica nació dentro de una familia hincha del Club Atlético Atlanta. Nacida en Villa del Parque y criada en Villa Crespo, desde muy pequeña sus padres la llevaban a la cancha a mirar los partidos de su club. 
Estudio teatro y es egresada de la Escuela teatro Calibán de Norman Briski. Actúa en el circuito de teatro independiente tanto en obras de teatro infantiles como para adultos.
Ha trabajado como docente en escuelas de arte, como coordinadora de los talleres literarios, en radio, en video y animación y fue la coordinadora de eventos artísticos en la Escuela de Cerámica “Fernando Arranz” de Buenos Aires. En 1991 fue elegida la tercera mejor tecladista del Rock Nacional en una la encuesta de lectores de la revista Metal.
Entre 2002 y 2005, después de ser nombrada vocal de la Comisión Directiva del Club Atlanta fue la encargada de prensa del Club Atlanta.
El 17 de febrero de 2004, fue testigo, junto a otras personas, del ataque de un barrabrava a la institución en la cual ella trabajaba. Julio César Dib entró buscando al presidente y, como no lo encontró, destruyó a martillazos ventanales, vidrios, un televisor y una computadora. Mónica fue la única que, a pesar de las presiones recibidas, realizó una denuncia judicial en la comisaría 29.ª, por la cual Julio César Dib, alias Dippy, integrante de la barra de Atlanta, debe presentarse a juicio oral el 12 de septiembre de 2006.
En 2006 Julio Dib quedó libre. Mónica, desilusionada, decidió dejar de luchar en solitario contra molinos de viento y comenzar una lucha institucionalizada. Tuvo que soportar presiones, amenazas y llamadas intimidatorias.
El 8 de septiembre de 2006, junto al el exjuez de instrucción, Mariano Bergés, el único juez que se animó a encarcelar a un dirigente de fútbol, y con la ayuda de Sebastián Wainraich entre otros famosos, creó la ONG «Salvemos al Fútbol»:

«El primer objetivo es llevar a la justicia todo hecho de violencia y corrupción.»

Entre 2008 y 2012 fue la presidenta de «Salvemos al Fútbol». Se dedican a acompañar a los familiares de víctimas de violencia en el fútbol que tienen miedo de realizar las denuncias.
Representando a esta ONG, Mónica Nizzardo viajó al Fan's Weekend de Londres y al 5° Congreso de Hinchas Europeos en Estambul.

«Yo decidí, junto a otros como yo, idealistas activos, despojados de colores futboleros, sin intereses económicos ni banderías políticas, accionar con esa ambición, para muchos desmedida, de salvar al futbol argentino de la violencia y la corrupción en la que esta inserto desde hace varias décadas».

Mónica participó en el documental «Fútbol Violencia S.A.» (2009) del director Pablo Tesorieri en 2009. Allí aparece una biografía de Mónica.
En 2009 presentó, en el Centro Cultural La Salita, su propia obra de teatro Salvemos al Fútbol: Hagamos el amor y no la guerra'» con la dirección de Gerardo Dispenza. 
A fines de 2012 renunció a la presidencia de «Salvemos al Fútbol».
Dijo estar cansada de pelear sola contra el sistema y cuestionó las políticas del gobierno con respecto a la violencia en el fútbol.
En una carta abierta denunció:

«Las justificaciones que da cada uno para no reconocer su complicidad con este sistema nefasto de contactos y relaciones que antepone los intereses personales -económicos y políticos- por sobre la transparencia de las instituciones, y mismo por sobre la vida humana, son increíbles».

Su sucesora es Liliana Marta Suárez.

## Teatro
- 2006- Drácula, la última D-generación – Paseo La Plaza
- 2006- Drácula, la última D-generación - Teatro Tronador de Mar del Plata
- 2005 – Drácula, la última D-generación -  El Teatrón - Auditorio B.A.U.E.N.
- 2005 –La Bella y la Bestia – Teatro El Vitral
- 2005 – Las preciosas ridículas de Molière - El Teatron
- 2005- Somos Perfectos –  Teatron
- 2002 –Extraños a medianoche – en gira por el Gran Buenos Aires
- 2001 - La Persecuta- Unipersonal Satírico
- 2001-2003 - Formó parte del elenco de la Alianza Francesa' de Martínez.
- 1999 -Thelma & Louise – Teatro Caliban
- 1998 -Perfecto–Imperfecto – Teatro Caliban
- 1999 - Camino Negro – Teatro Caliban-

## Cine
En 2004 fue la guionista, directora y productora de la película Siglo Bohemio, un documental sobre su club de fútbol.
En 2009 colaboró en la producción de la película Fútbol violencia S.A., actuando también como entrevistada.